# デュピュイ・ド・ローム (情報収集艦)
デュピュイ・ド・ローム（フランス語：Dupuy-de-Lôme, A 759）は、フランス海軍の情報収集艦である。艦名は海軍技術者であったアンリ・デュピュイ・ド・ローム（en:Henri Dupuy de Lôme）に由来する。

## 概要
本艦は「ブーゲンヴィル」の後継として建造された。レーダー波や無線電波を捉えるための高度な設備を有し、SIGINT活動に従事する。デュピュイ・ド・ロームは軍事偵察局の職員を載せ、受信する情報は軍事偵察局によって把握される。乗組員は2チーム制がとられ、これによって1年のうち実に350日間も活動することができ、最大限に稼働されている。

## 艦歴
「デュピュイ・ド・ローム」は、ロイヤル・ニエステル・サンデルデルフザイル造船所で建造され、2002年12月1日に起工、2004年3月27日に進水、2006年6月23日に就役しブレスト海軍工廠に配備された。